# Pavel Racocha
Pavel Racocha (* 23. března 1962 Plzeň) je český ekonom, v letech 1999 až 2005 člen bankovní rady České národní banky.

## Život
Vystudoval obor ekonomické informace a kontrola na Fakultě řízení Vysoké školy ekonomické v Praze (promoval v roce 1984 a získal titul Ing.) a dále vystudoval na Columbia University v New Yorku mezinárodní vztahy a řízení hospodářských politik. Absolvoval řadu stáží v USA, Německu, Francii, Japonsku a v dalších zemích, na nichž se zaměřoval na problematiku bankovnictví, řízení rizik a bankovního dohledu.
Ve druhé polovině 80. let 20. století pracoval v bytovém družstevnictví – nejprve jako samostatný odborný kontrolor v Českém svazu bytových družstev, poté jako vedoucí kontrolor v Lidovém bytovém družstvu.
Před listopadem 1989 byl aktivní v nezávislých kruzích, hrál na kytaru ve skupině Paprsky inženýra Garina a účastnil se nepovolených demonstrací počínaje srpnem 1988, přes Palachův týden, až k listopadovým vystoupením. Or roku 1988 se podílel na činnosti Hnutí za Občanskou svobodu – Demokracii pro všechny. Patřil mezi signatáře mnoha dalších petic, podílel se na distribuci samizdatových novin a literatury.
Od roku 1991 byl zaměstnán ve Státní bance československé, kde byl u zrodu bankovního dohledu a u počátků bankovní regulace v České republice, postupně jako specialista, vedoucí oddělení a náměstek ředitele v oblasti bankovního dohledu. V letech 1996 až 1997 působil jako konzultant ve Světové bance v americkém Washingtonu, kde se věnoval rozvoji finančního sektoru v rozvíjejících se ekonomikách. I v pozdějších letech se příležitostně podílel na práci Mezinárodního měnového fondu v oblasti rozvoje finančního trhu.V červnu 1998 se stal ředitelem sekce bankovního dohledu České národní banky.
Angažoval se jako člen pracovních skupin Basilejského výboru pro bankovní dohled při Bance pro mezinárodní platby ve švýcarské Basileji. Mimo jiné předsedal skupině sdružující instituce bankovního dohledu zemí střední a východní Evropy. Dále byl členem řídícího výboru pro privatizaci bank, který byl poradním orgánem Ministerstva financí ČR. V neposlední řadě vystupoval na tuzemských i zahraničních odborných seminářích a konferencích o bankovnictví.
Na začátku února 1999 jej prezident Václav Havel jmenoval členem bankovní rady České národní banky, funkce se ujal dne 13. února 1999. V této pozici byl mj. odpovědný za privatizaci velkých bank (jako člen Řídicího výboru pro privatizaci bank) a za očistu bankovního sektoru od problémových bank (mj. Agrobanka, Investiční a Poštovní banka, Union banka a další). V bankovní radě působil do 12. února 2005.
Po odchodu z ČNB působil od září 2005 v Komerční bance jako výkonný ředitel pro interní audit, od roku 2010 s odpovědností za všechny společnosti skupiny Société Générale v devíti zemích regionu střední Evropy. Od roku 2014 je předsedou představenstva a výkonným ředitelem KB Penzijní společnosti, a.s.
Během kariéry byl členem Evropského výboru orgánů bankovního dohledu (CEBS), Výboru pro bankovní dohled v Evropské centrální bance, řady pracovních skupin při Bazilejském výboru pro bankovní dohled.
Od roku 2008 do 2014 byl předsedou Komise pro interní audit České bankovní asociace. V letech 2012–2014 byl členem Rady Českého institutu interních auditorů. Od roku 2013 do konce roku 2021 působil v Institutu členů správních orgánů (CIoD) jako člen kontrolní komise.
V červnu 2015 byl zvolen viceprezidentem Asociace penzijních společností.
V květnu 2017 byl jmenován členem Prezidia Rady pro veřejný dohled nad auditem a následně byl zvolen prezidentem Rady.
Je dlouholetým členem Správní rady Akademie múzických umění v Praze a vědecké rady FFÚ VŠE.